# SLカートスポーツ機構
座標: 北緯35度7分11秒 東経136度54分23.9秒 / 北緯35.11972度 東経136.906639度

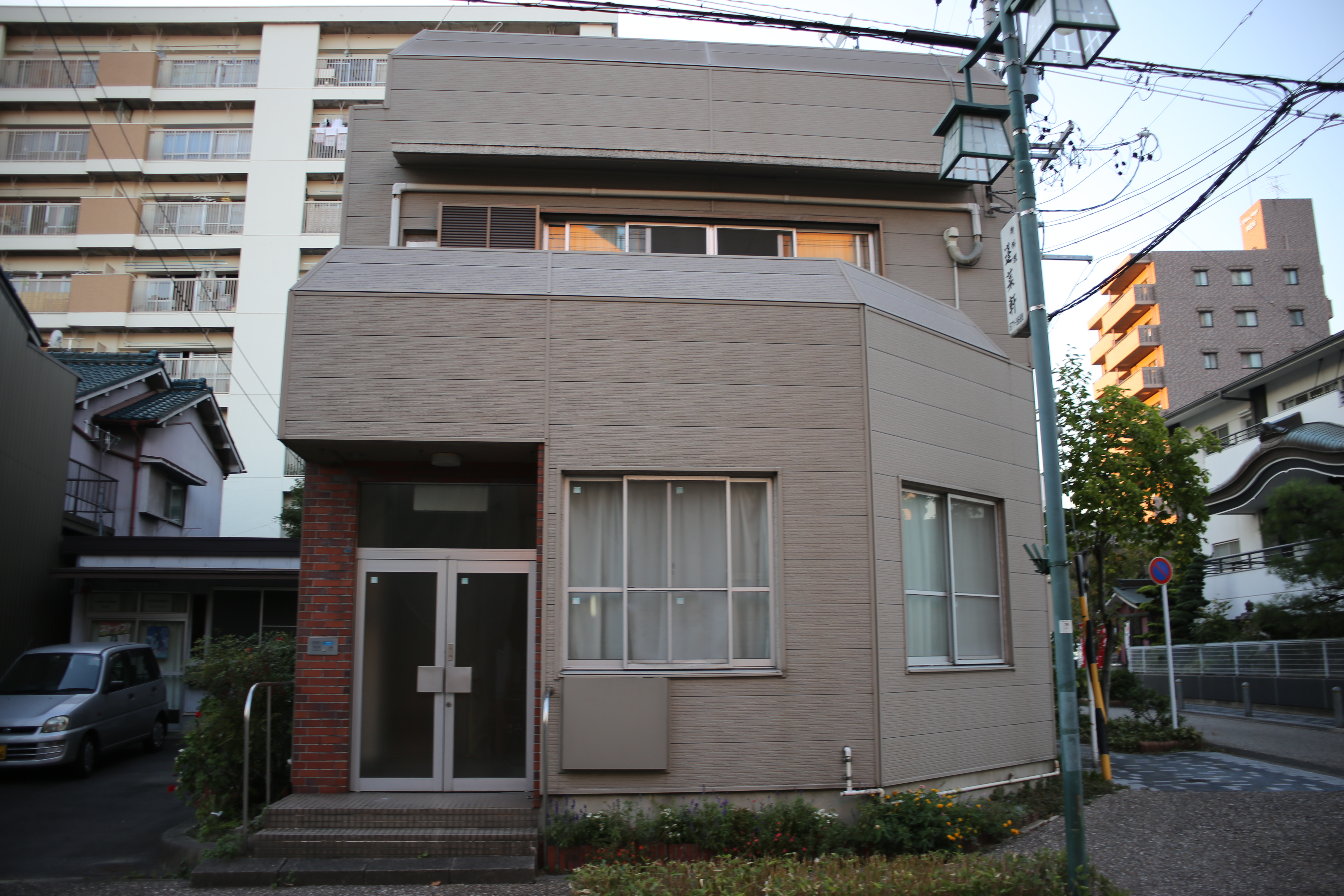
SLカートスポーツ機構本部（2015年10月）

一般社団法人SLカートスポーツ機構（エスエルカートスポーツきこう）は、レーシングカート関連の業務を扱う日本の一般社団法人。

## 概要
1974年にヤマハ発動機が中心になって創立した『ヤマハSLカートクラブ』と、全国のレーシングカートコースが加盟する『日本カートランド協会』の2団体を2006年に統合する形で創立（ただし両団体は2010年現在も存続しており、形式上は上位団体としての扱いである）。団体名の『SL』は『SPORT & LEISURE』の略。
ホビーレーサー向けのレーシングカートライセンスとして、独自の「SLライセンス」の発給を行っている。またSLライセンス保持者のためのレースとして全国各地で行われる「SLカートミーティング」の後援や、その上位者が一堂に会する「SL全国大会」の主催も重要な業務の一つである。
なお2025年6月、ヤマハ発動機は2027年一杯でレーシングカート事業から撤退することを発表しているが、本機構では「2027年以降もSLカートミーティングを継続していく」方針を明らかにしている。

## SLライセンス
元々レーシングカート用のモータースポーツライセンスとしては日本自動車連盟（JAF）が発行するライセンスが存在したが、JAFのライセンスは本格的なレース競技者向けのものであるため、講習等の手間がかかるほか発給費用などの問題もあり、一般のホビーレーサーにとってはややオーバースペックなものとなっている嫌いがあった。そこでSLカートクラブが独自に発給を開始したのが「SLライセンス」である。
JAFとは別個に独自ライセンスを発給しているとはいえ、本機構自体がJAFに加盟していることもあってJAFとの関係は良好であり、JAF側でも公式ホームページのレーシングカートライセンスの解説の中で「趣味としてレースを楽しみたい人向け」としてSLライセンスを紹介しているなど、日本国内ではJAFライセンスと並びレーシングカート界の2大ライセンスの一つとしての地位を確立している。
JAFのカートライセンスは満10歳にならないと取得できないのに対し、SLライセンスはヤマハの「TRYカートスクール」受講者であれば満8歳から取得が可能である。また、古くはトヨタ・2000GT、最近ではレクサス・LFAのエンジンを共同開発するなどといった、ヤマハ発動機とトヨタ自動車の親密な関係を背景に、SL全国大会の成績優秀者をフォーミュラトヨタ・レーシングスクール（FTRS）に特別招待するといったスカラシップ制度もある。そのため、将来プロのレーシングドライバーを目指す子供にとっては、SLライセンスを取得して「SLカデット」クラスに参戦することでいち早く経験を積み、そこからステップアップして行くことでプロを目指すというルートがキャリアパスの一つとなっており、単なるホビーレーサーのためのレースとは言えない一面もある。SLカート出身の有名ドライバーとしては小林可夢偉などがいる。
なお元々ヤマハが母体となっているカートクラブのため、同ライセンスで参戦できるレースは原則として全てヤマハエンジン（2019年現在はKT100シリーズ）を使用するのも特徴の一つである。